# 황화 셀레늄
황화 셀레늄(Selenium sulfide)은 다음 중 하나를 지칭할 수 있다.
- 이황화 셀레늄, SeS
2
- 육황화 셀레늄, Se
2S
6

| Disambiguation icon | 이 문서는 명칭이 같은 여러 화합물을 연결하는 색인 문서입니다. |